# BG Pathum United Football Club
Bangkok Glass Football Club é um clube de futebol da Tailândia. Disputa atualmente a primeira divisão nacional.

## Elenco Atual

### First team squad
Nota: Bandeiras indicam equipe nacional, conforme definido pelas regras de elegibilidade da FIFA. Os jogadores podem ter mais de uma nacionalidade não-FIFA.
| N.º |                      | Posição | Jogador                        |
| --- | -------------------- | ------- | ------------------------------ |
| 1   | Bósnia e Herzegovina | G       | Slaviša Bogdanović             |
| 2   | Tailândia            | D       | Sanchai Nontasila              |
| 3   | Camboja              | D       | Takaki Ose                     |
| 4   | Tailândia            | M       | Chatmongkol Thongkiri          |
| 5   | Tailândia            | M       | Kritsada Kaman                 |
| 6   | Tailândia            | M       | Sarach Yooyen                  |
| 7   | Brasil               | A       | Raniel                         |
| 8   | Tailândia            | M       | Ekanit Panya                   |
| 9   | Tailândia            | A       | Surachat Sareepim              |
| 10  | Argentina            | M       | Joel López Pissano             |
| 11  | Tailândia            | A       | Patrik Gustavsson              |
| 13  | Tailândia            | M       | Jaroensak Wonggorn             |
| 14  | Japão                | A       | Tomoyuki Doi                   |
| 15  | Montenegro           | D       | Miloš Drinčić                  |
| 16  | Geórgia              | D       | Nika Sandokhadze               |
| 17  | Japão                | M       | Gakuto Notsuda                 |
| 18  | Tailândia            | M       | Chanathip Songkrasin (Capitão) |
| 21  | Tailândia            | M       | Sivakorn Tiatrakul             |
| 22  | Tailândia            | D       | Nathan James                   |

| N.º |           | Posição | Jogador                |
| --- | --------- | ------- | ---------------------- |
| 23  | Singapura | D       | Jordan Emaviwe         |
| 26  | Tailândia | D       | Thanet Suknate         |
| 27  | Tailândia | M       | Pongrawit Jantawong    |
| 28  | Tailândia | G       | Saranon Anuin          |
| 29  | Tailândia | D       | Warinthon Jamnongwat   |
| 33  | Laos      | D       | Phoutthavong Sangvilay |
| 47  | Tailândia | D       | Nuttawut Wongsawang    |
| 49  | Tailândia | D       | Khatawut Poladao       |
| 50  | Tailândia | M       | Thiraphat Puethong     |
| 55  | Tailândia | D       | Chanon Tamma           |
| 59  | Tailândia | M       | Anan Samaae            |
| 62  | Tailândia | M       | Airfan Doloh           |
| 69  | Níger     | D       | Seydine N'Diaye        |
| 77  | Tailândia | A       | Siwakorn Ponsan        |
| 81  | Tailândia | D       | Waris Choolthong       |
| 85  | Tailândia | G       | Issarapong Waewdee     |
| 89  | Tailândia | D       | Chanapach Buaphan      |
| 93  | Tailândia | G       | Pisan Dorkmaikaew      |
| 95  | Brasil    | A       | Matheus Fornazari      |

## Títulos
- Campeonato Tailandês: 2020–21
- Campeonato Tailandês (segunda divisão): 2019
- Copa da Tailândia: 2014
- Thai League Cup: 2023–24
- Thailand Champions Cup: 2021
- Thai Super Cup: 2009
- Queen's Cup: 2010
- Singapore Cup: 2010